# Chronologie de l'invasion de l'Ukraine par la Russie (octobre 2022)
Pour un article plus général, voir Invasion de l'Ukraine par la Russie.
Cet article fait partie de la chronologie de l'invasion de l'Ukraine par la Russie et présente une chronologie des événements clés de ce conflit durant le mois d'octobre 2022.
Pour les événements précédents, voir Chronologie de l'invasion de l'Ukraine par la Russie (septembre 2022).
Pour les événements suivants, voir Chronologie de l'invasion de l'Ukraine par la Russie (novembre 2022).

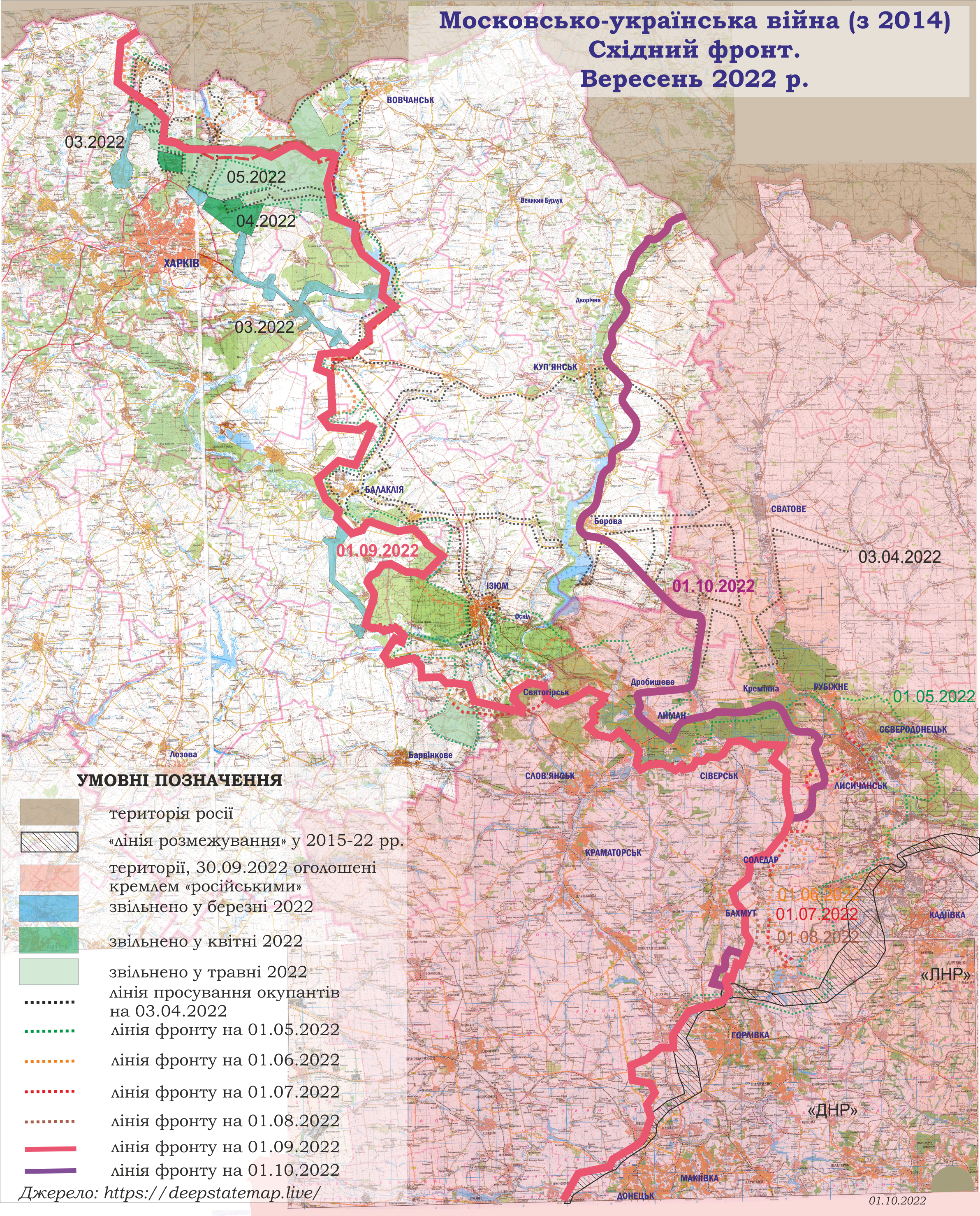
Changements sur le front de l'Est en septembre 2022

## Chronologie des évènements

### 1eroctobre
Les troupes ukrainiennes hissent le drapeau ukrainien à l'entrée de la ville de Lyman, oblast de Donetsk ,. La Russie confirme avoir perdu le contrôle de la ville plus tard dans l'après-midi.
Le Président Zelensky annonce officiellement la libération de Yampil, une ville près de Lyman, oblast de Donetsk.
Kiev annonce la mort de 24 citoyens, dont 13 enfants, lors d'une frappe russe à Kharkiv.
Après la seconde bataille de Lyman, le dirigeant tchétchène Ramzan Kadyrov appelle Poutine à prendre « des mesures plus drastiques » (notamment l’instauration de la loi martiale et l'utilisation d'armes nucléaires tactiques) et blâme de nombreux commandants russes comme Alexandre Lapine ou Valeri Guerassimov pour leurs manquements,.

### 2 octobre
Une offensive blindée ukrainienne enfonce les lignes russes dans le sud, reprenant plusieurs villages le long du fleuve Dnipro. Il s'agit de la plus grande avancée ukrainienne sur le front Sud depuis le début de la guerre.

### 3 octobre
Les forces russes fuient Nyzhe Zolone, Pidlyman (ru), Nyznya Zhuravka (ru), Borova et Shyikivka dans l'oblast de Kharkiv et les forces ukrainiennes reprennent le contrôle des lieux, mettant ainsi fin à l'occupation russe de l'oblast de Kharkiv.

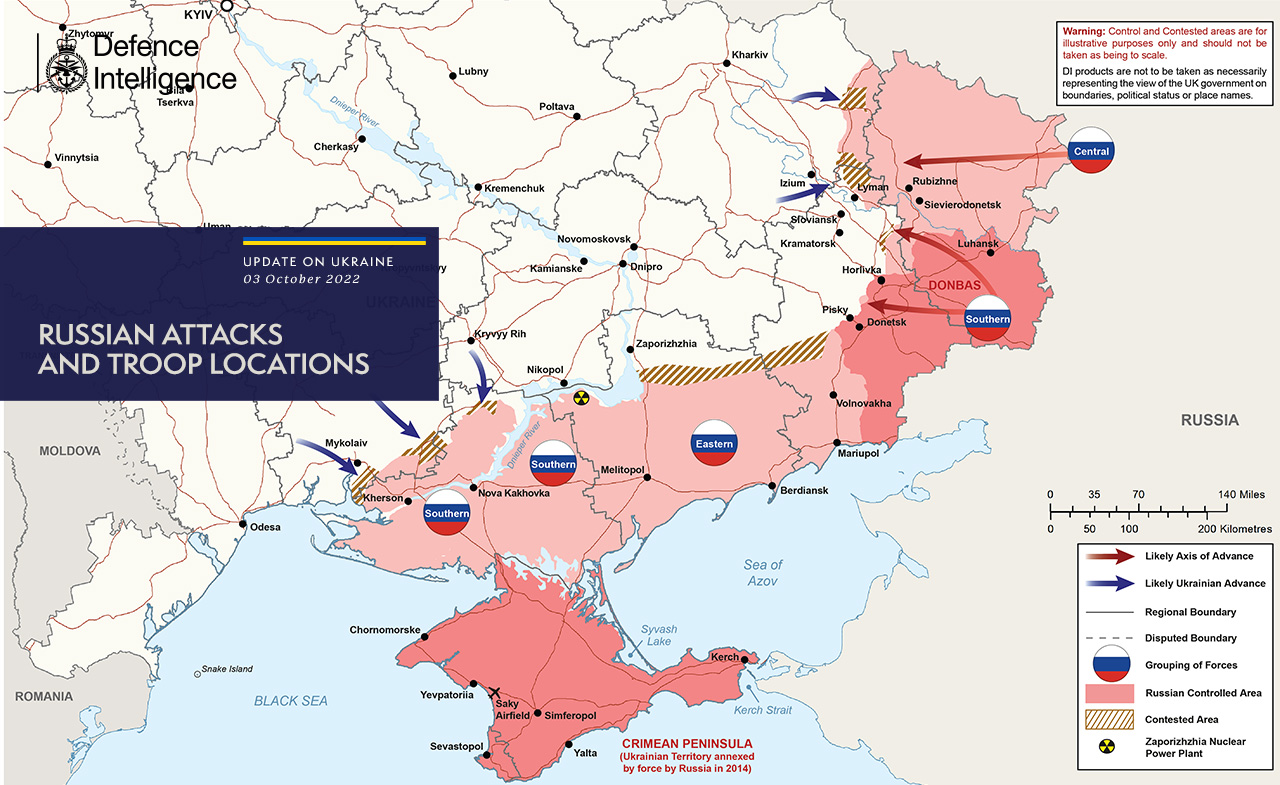
Situation au 3 octobre 2022
Carte de la seconde bataille de Lyman au 3 octobre 2022[10]
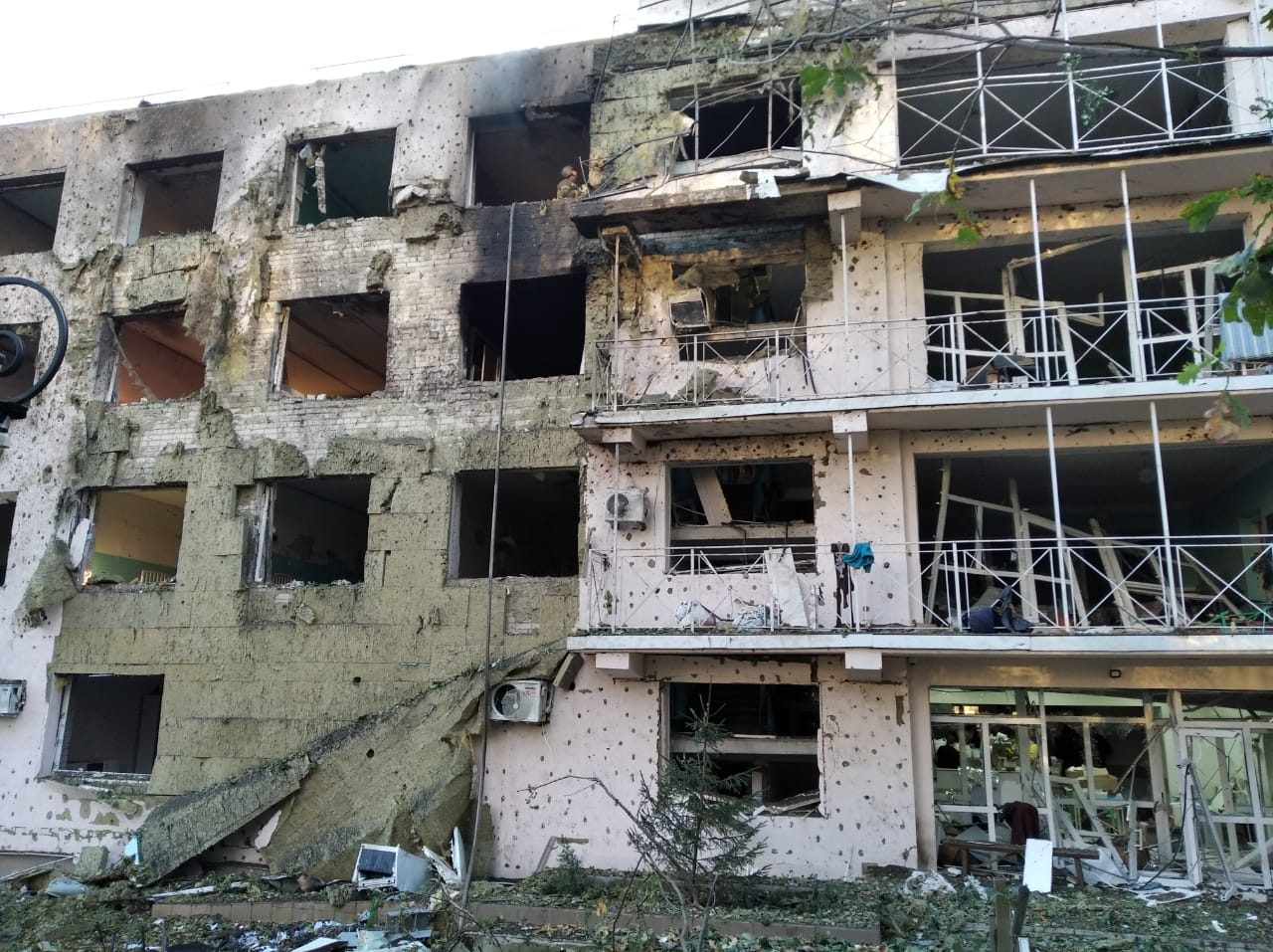
Koupiansk après le bombardement russe du 3 octobre 2022

### 4 octobre
Selon le ministère de l'Intérieur, 50 villages de la région de Kherson sont libérés, dont Novopetrivka, Doudtchany, Starosillya et Davydiv Brid. Dans l'est, dans la région de Kharkiv, Bohuslavka et Borivska Andriyivka sont libérés.
Au cours de la journée, les forces russes bombardent les positions ukrainiennes avec 9 missiles, 6 bombes aériennes, et plus de 56 roquettes tirées avec des MLRS.

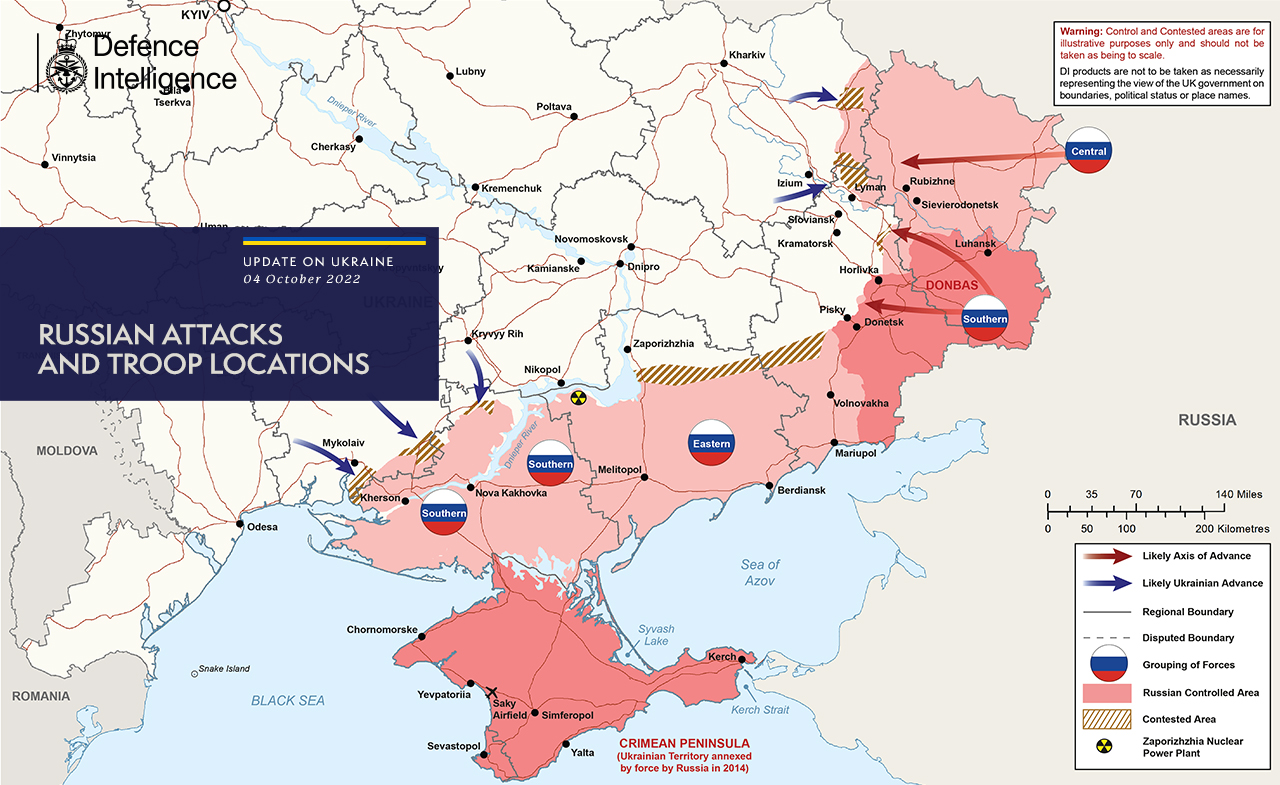
Situation au 4 octobre 2022

| Pertes au 4 octobre 2022 | Pertes au 4 octobre 2022                               | Pertes au 4 octobre 2022  |
| Russie et alliés (6 723) | Équipements                                            | Ukraine et alliés (1 696) |
| ------------------------ | ------------------------------------------------------ | ------------------------- |
| 1 328                    | Chars                                                  | 296                       |
| 634                      | Véhicules blindés de combat                            | 152                       |
| 1 459                    | Véhicules de combat d'infanterie                       | 279                       |
| 226                      | Véhicules blindés de transport de troupes              | 135                       |
| 38                       | Véhicules blindés de haute protection contre les mines | 15                        |
| 145                      | Véhicules de transport de troupes                      | 160                       |
| 165                      | Postes de commandement et postes de communication      | 7                         |
| 223                      | Véhicules et équipements du génie                      | 25                        |
| 26                       | Systèmes de missiles antichars automoteurs             | 18                        |
| 23                       | Mortiers lourds                                        | -                         |
| 65                       | Véhicules et équipements de soutien d'artillerie       | 13                        |
| 111                      | Pièces d'artillerie remorquée                          | 55                        |
| 231                      | Artillerie automotrice                                 | 59                        |
| 133                      | Lance-roquettes multiples                              | 25                        |
| 15                       | Canons antiaériens                                     | 4                         |
| 20                       | Canons antiaériens automoteurs                         | 3                         |
| 76                       | Systèmes de missiles sol-air                           | 47                        |
| 16                       | Radars et équipements de communication                 | 23                        |
| 16                       | Moyens de brouillage radar                             | 1                         |
| 62                       | Aéronefs                                               | 76                        |
| 53                       | Hélicoptères                                           | 25                        |
| 138                      | Drones de combat                                       | 36                        |
| 4                        | Trains logistiques                                     | -                         |
| 1 803                    | Camions, autres véhicules dont tout-terrain            | 352                       |
| 11                       | Navires de guerre                                      | 20,                       |

### 5 octobre
Au cours de la journée, les forces russes bombardent les positions ukrainiennes avec 5 missiles, 8 bombes aériennes, et plus de 65 roquettes tirées avec des MLRS.
La ville de Bila Tserkva est attaquée par des drones explosifs Shahed-136, causant 6 impacts et explosions.

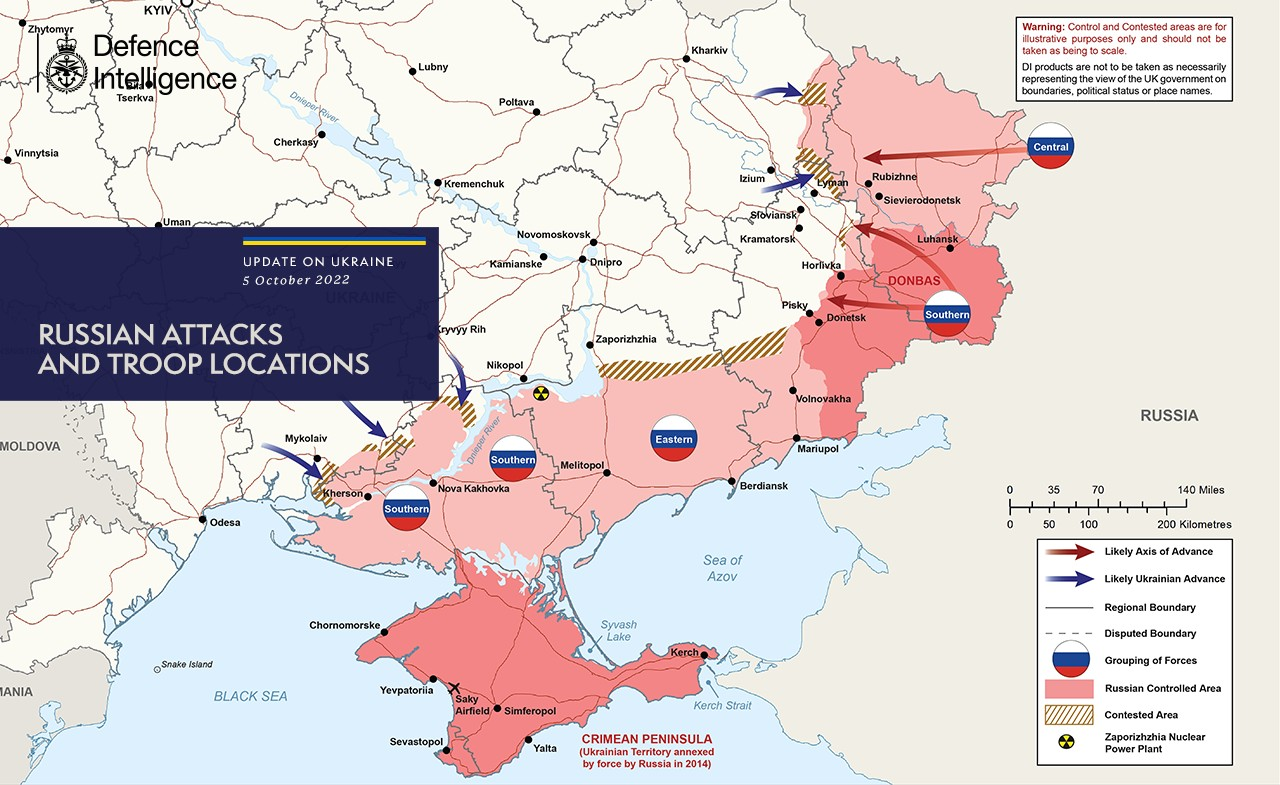
Situation au 5 octobre 2022

### 6 octobre
Depuis le début de la contre-offensive du 1er octobre, les Ukrainiens affirment avoir récupéré 400 km2 dans la région de Kherson, sur le front sud, et libéré 29 localités.
Au cours de la journée, les forces russes bombardent les positions ukrainiennes avec 8 missiles, 15 bombes aériennes, et plus de 70 roquettes tirées avec des MLRS.
Shepetivka et Zaporijjia, sont frappées par des missiles. Les forces ukrainiennes abattent 15 drones explosifs iraniens Shahed-136, un drone de combat Mohajer-6 et 3 missiles de croisière Kh-22.
À Kharkiv, le raïon Osnoviansky est attaqué par des drones explosifs.

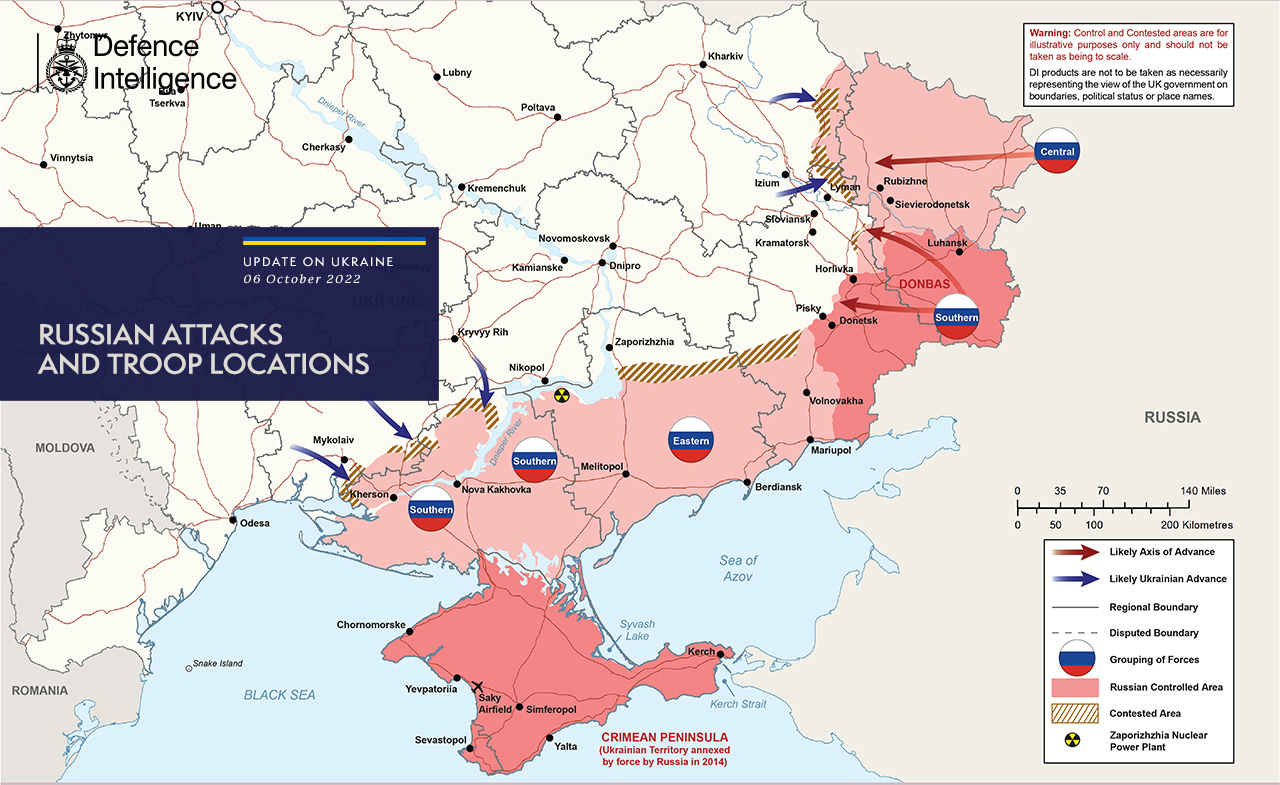
Situation au 6 octobre 2022
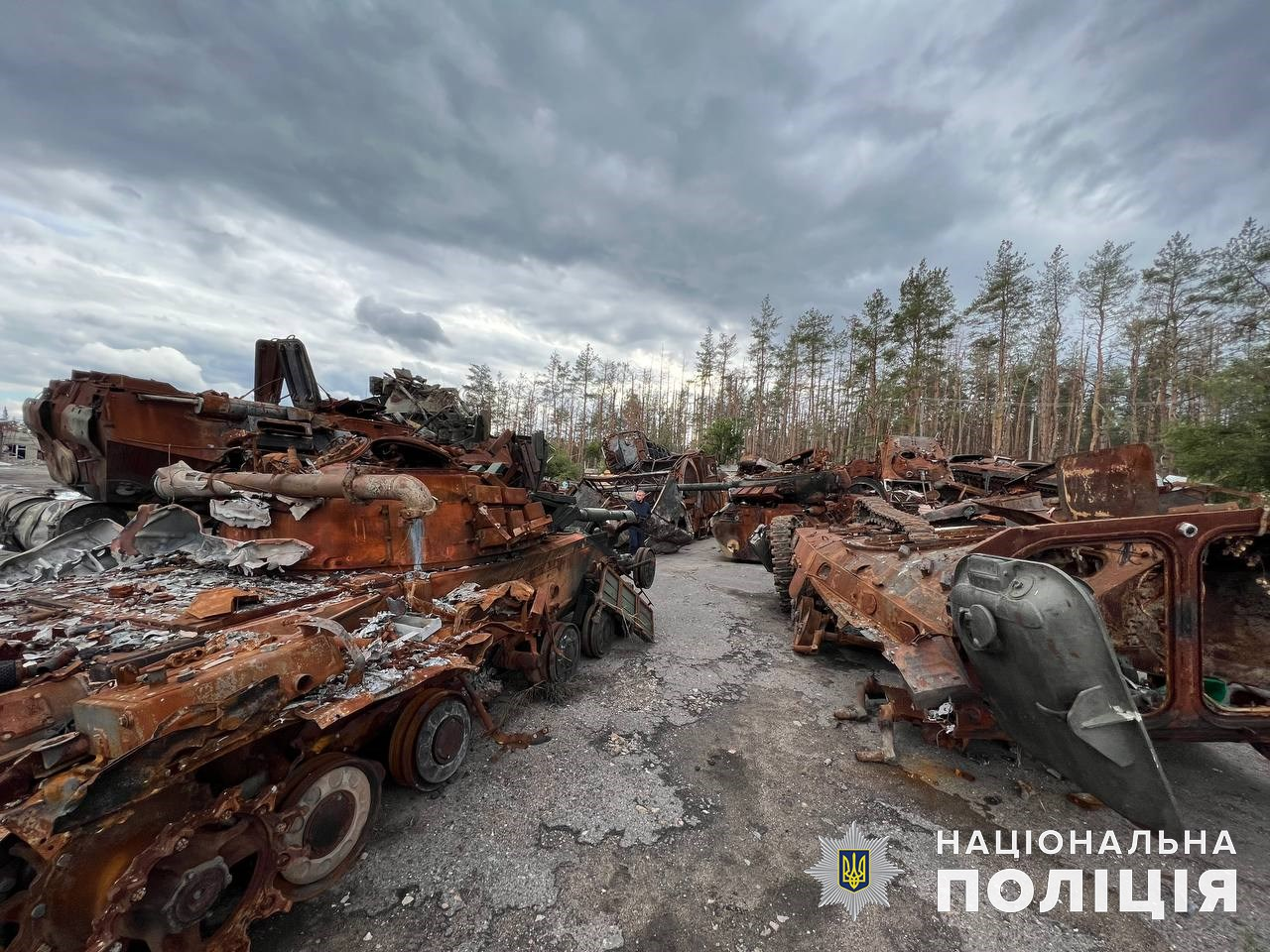
Lyman après la bataille
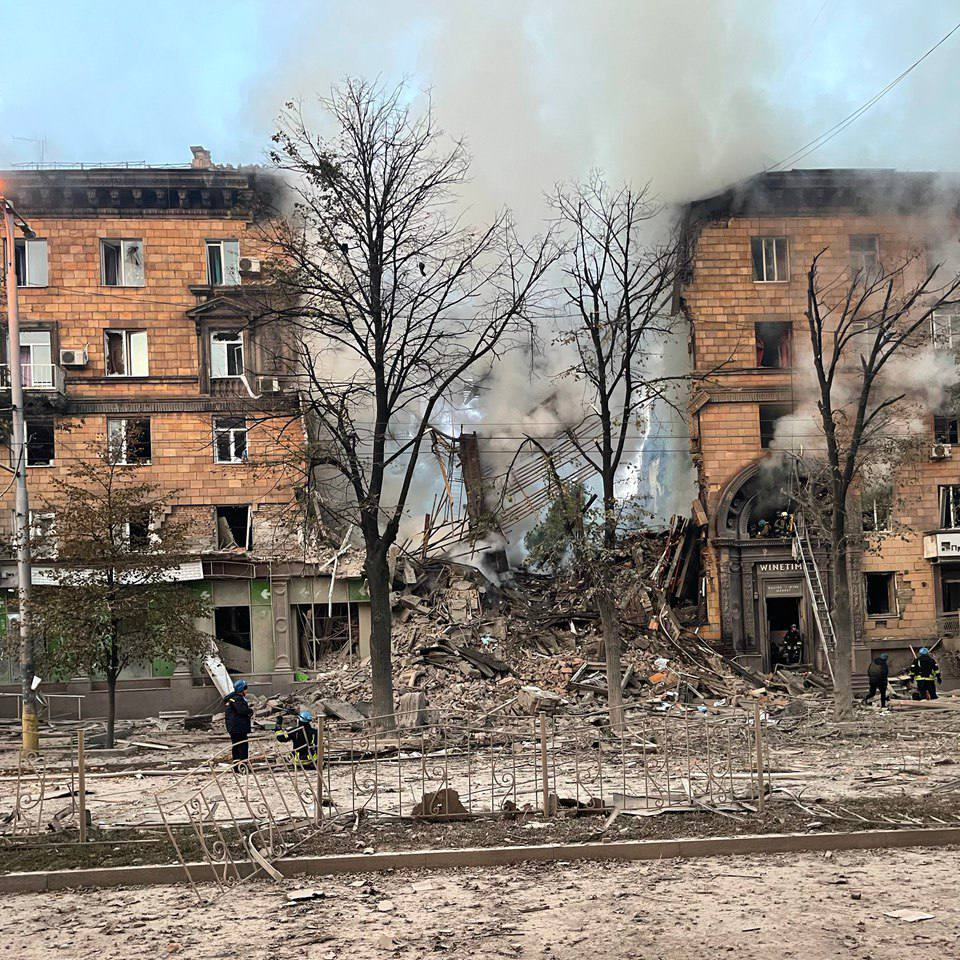
Zaporijjia après le bombardement russe du 6 octobre 2022

### 7 octobre
Zaporijjia est attaquée par des drones de fabrication iranienne. Nikopol est bombardée.
Un missile russe frappe un convoi de civils à Daryivka (uk), dans la région de Kherson.
Dans l'Est ukrainien, Moscou annonce avoir gagné trois villages situés au sud de la ville de Bakhmout qui est, elle, sous contrôle ukrainien.

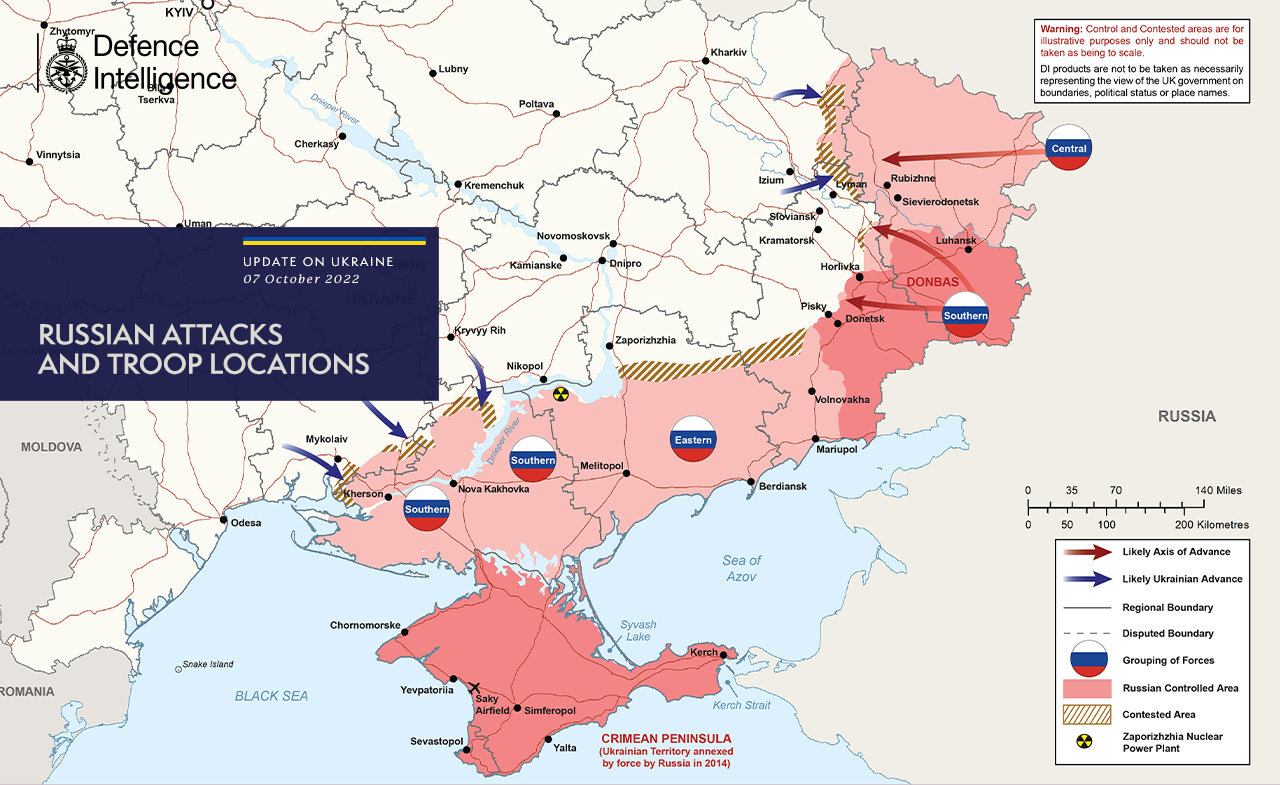
160PCXSituation au 7 octobre 2022

### 8 octobre
Le lendemain de l'anniversaire de Vladimir Poutine, après avoir évoqué qu'« une citerne de carburant » a pris feu sur le pont de Kertch, les agences de presse russes indiquent, par l'intermédiaire du Comité national antiterroriste russe :
« Aujourd'hui à 6h07 (3h07 GMT) sur la partie routière du pont de Crimée […] a eu lieu l'explosion d'un camion piégé, qui a entrainé l'incendie de sept citernes ferroviaires qui allaient vers la Crimée ».
Le pont sert de voie pour le transport, notamment, d'équipement militaire pour l'armée russe combattant en Ukraine,. Les parties routières et ferroviaires du pont s'effondrent en partie, paralysant le trafic sur les deux voies, pour une courte période.
L'attaque n'est pas une surprise : le 17 août 2022, le conseiller de la présidence ukrainienne Mykhaïlo Podoliak a parlé du pont, construit par les forces russes en 2018, comme une cible militaire légitime, précisant que « ce pont est une structure illégale et l'Ukraine n'a pas donné sa permission pour sa construction. Il porte préjudice à l'écologie de la péninsule et doit donc être démantelé. Peu importe comment : volontairement ou non ». Il a également ajouté que le début de la « démilitarisation en action » de la Crimée avait débuté (faisant état des explosions de Novofedorivka, à l'explosion d'un dépôt de munitions russe près de Djankoï....), utilisant la même terminologie que celle du gouvernement russe pour justifier l'invasion de l'Ukraine déclenchée le 24 février.

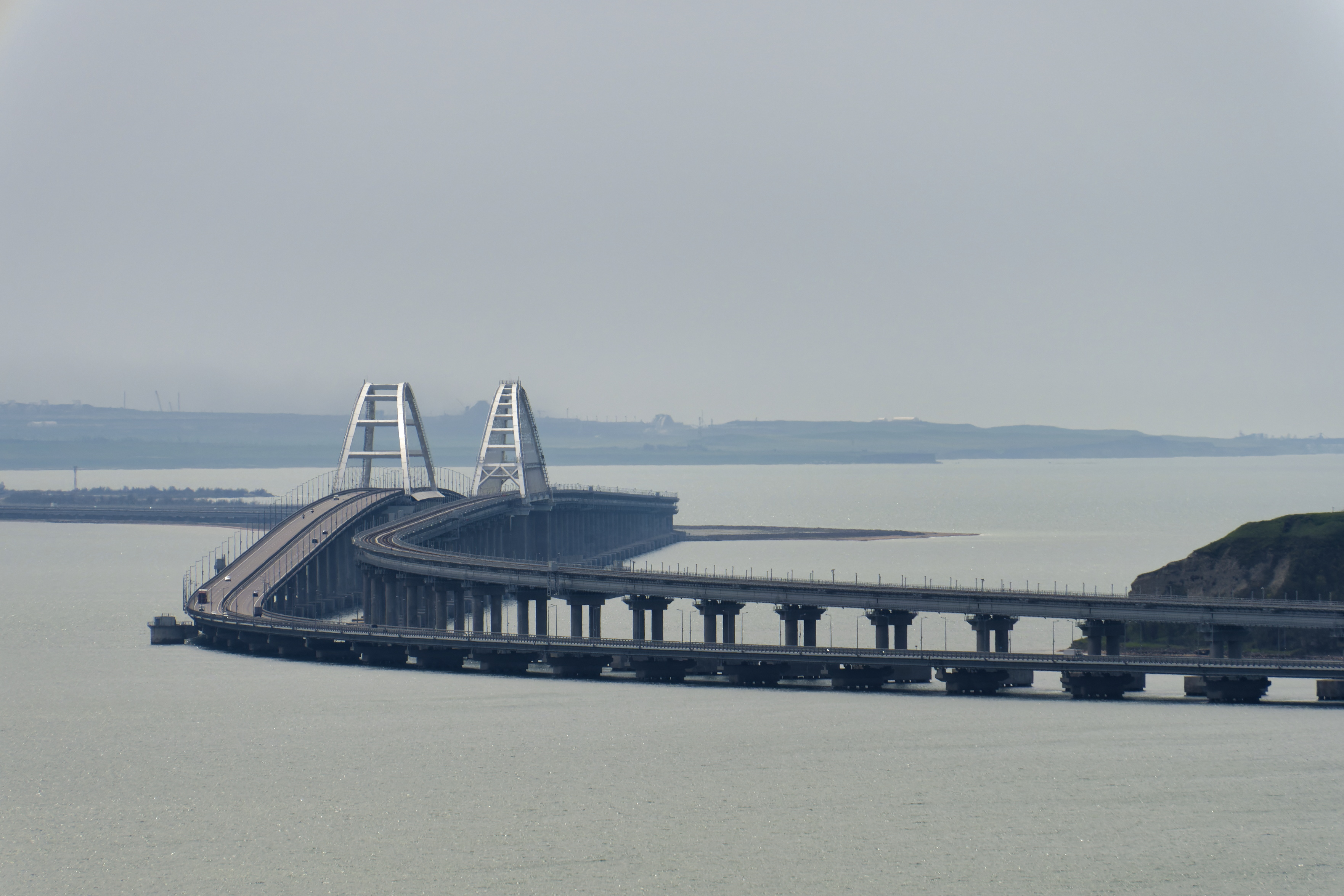
Le pont de Crimée, dans le détroit de Kertch, avant l'attaque.

### 9 octobre
En Russie, le général Sergueï Sourovikine est nommé à la tête de l'« opération militaire spéciale » en Ukraine en remplacement de Guennadi Jidko,.
Selon le vice-Premier ministre russe Marat Khousnoulline « le trafic ferroviaire sur le pont de Crimée a été totalement rétabli ».
En représailles à l'attaque du pont de Crimée, sept missiles russes sont tirés et frappent des maisons et des immeubles d'habitation civiles dans le centre-ville de Zaporijjia faisant entre 12 et 17 morts,.

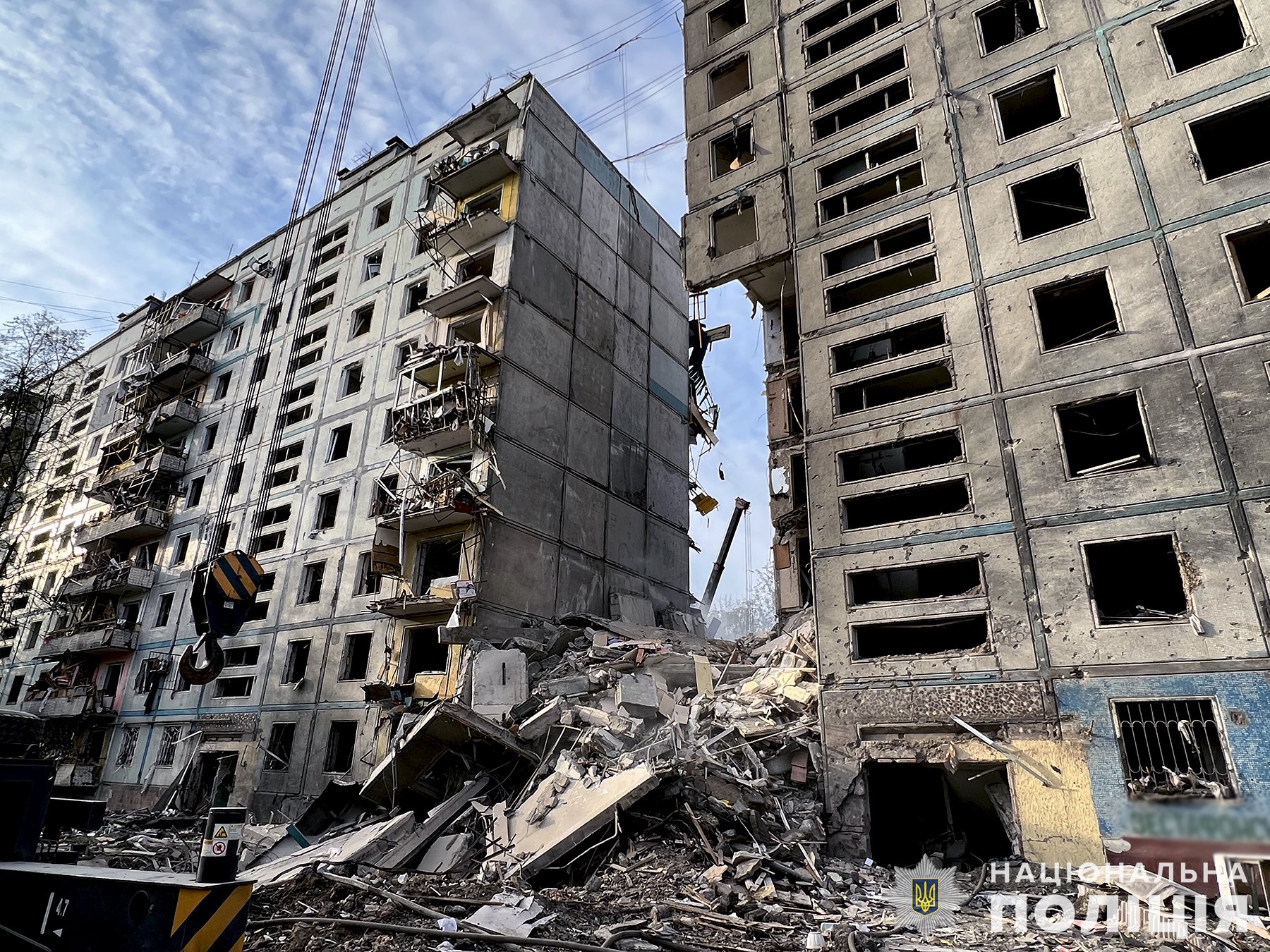
Zaporijjia après les bombardements russes du 9 octobre 2022

### 10 octobre
Des missiles russes frappent plusieurs villes d’Ukraine, notamment Kiev, Zaporijjia, Dnipro, Kharkiv et Lviv, visant des lieux civils, comme le pont de Verre, apparemment en réponse à l’attaque du pont de Crimée.
Le président de la Biélorussie Alexandre Loukachenko annonce la mise en place d'un « groupement militaire commun avec Moscou » et son utilisation contre l'Ukraine en raison des tensions actuelles.

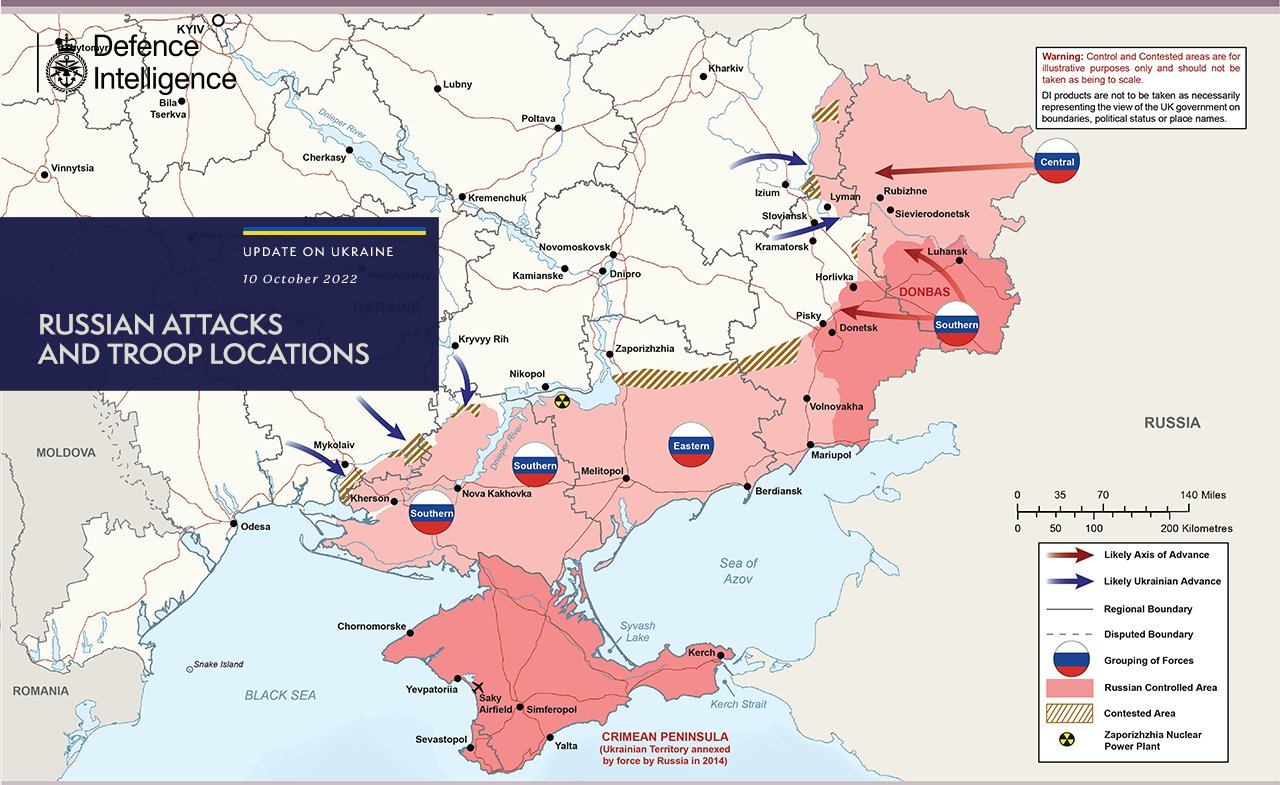
Situation au 10 octobre 2022
Frappes de missiles russes sur l'Ukraine le 10 octobre

### 11 octobre
Au moins quinze explosions sont enregistrées à Zaporijjia et trois à Lviv.
Le ministre de la Défense biélorusse, Victor Khrenine (ru) indique concernant le « groupement militaire commun avec Moscou » que « les objectifs du groupement régional sont purement défensifs. Et toutes les opérations, menées actuellement, visent à adopter une réaction adéquate aux actions menées près de notre frontière ».
Selon le service de renseignement ukrainien, les forces russes transfèrent un grand nombre de drones explosifs Shahed-136 en Biélorussie.

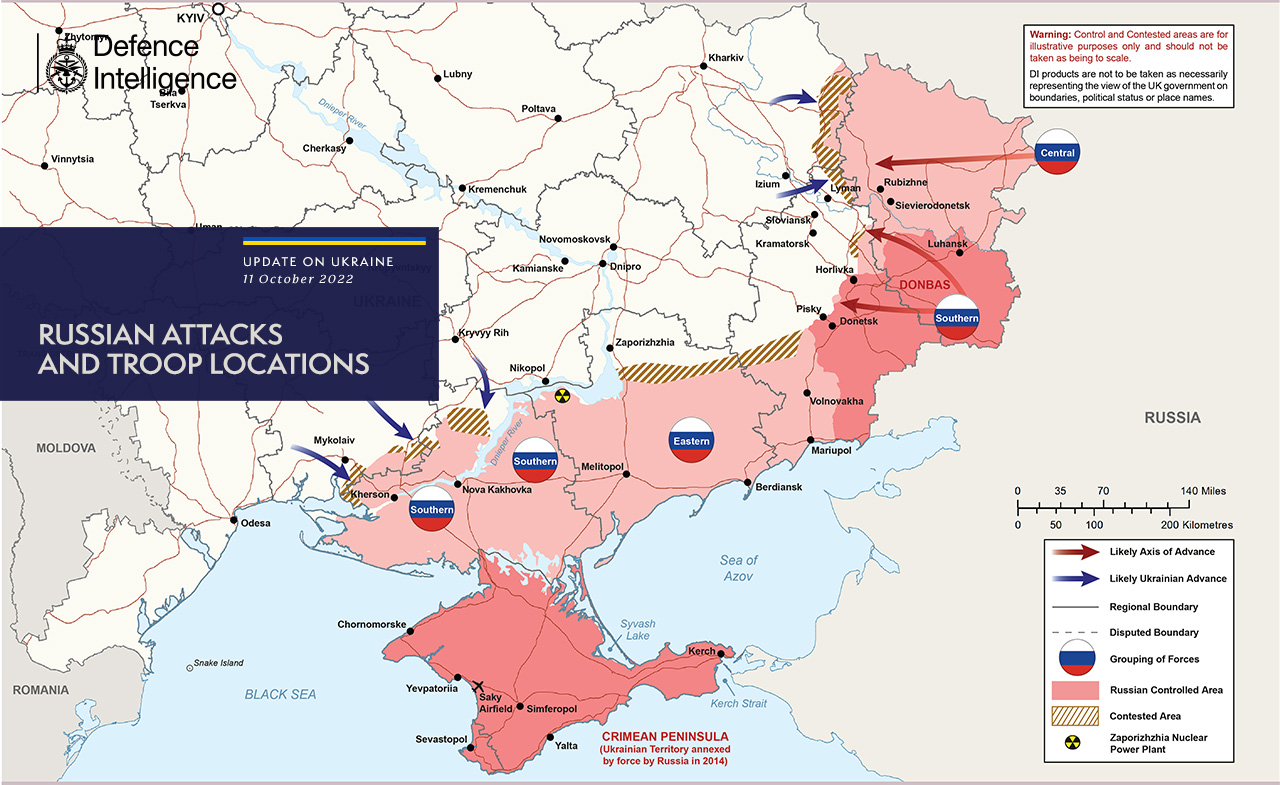
Situation au 11 octobre 2022
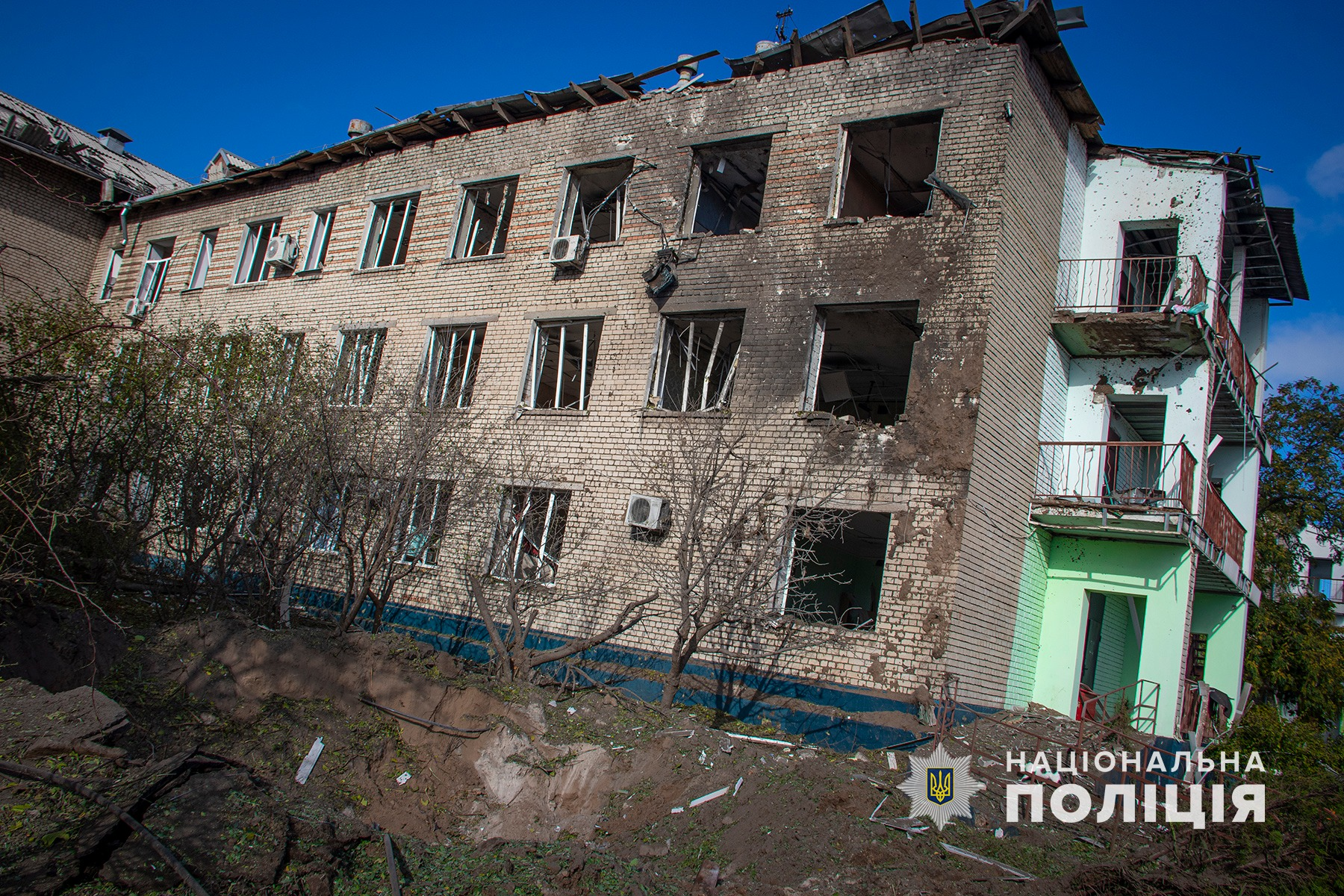
Zaporijjia après les bombardements russes du 11 octobre 2022

### 12 octobre
Selon le renseignement britannique, 60 % des drones explosifs Shahed-136 lancés par la Russie le 10 octobre sont interceptés.
Les forces russes annoncent avoir arrêté huit personnes suspectées d’avoir participé à l'organisation de l'attaque du pont de Crimée.
Selon Kiev, 30 % des infrastructures énergétiques du pays ont été bombardées en deux jours.
Les forces ukrainiennes libèrent cinq localités dans le raïon de Beryslav, dans l'oblast de Kherson.
Selon le site d’information indépendant russophone Meduza, l'armée russe aurait perdu 90 000 soldats depuis le début de la guerre, incluant les morts, les blessés et les déserteurs.

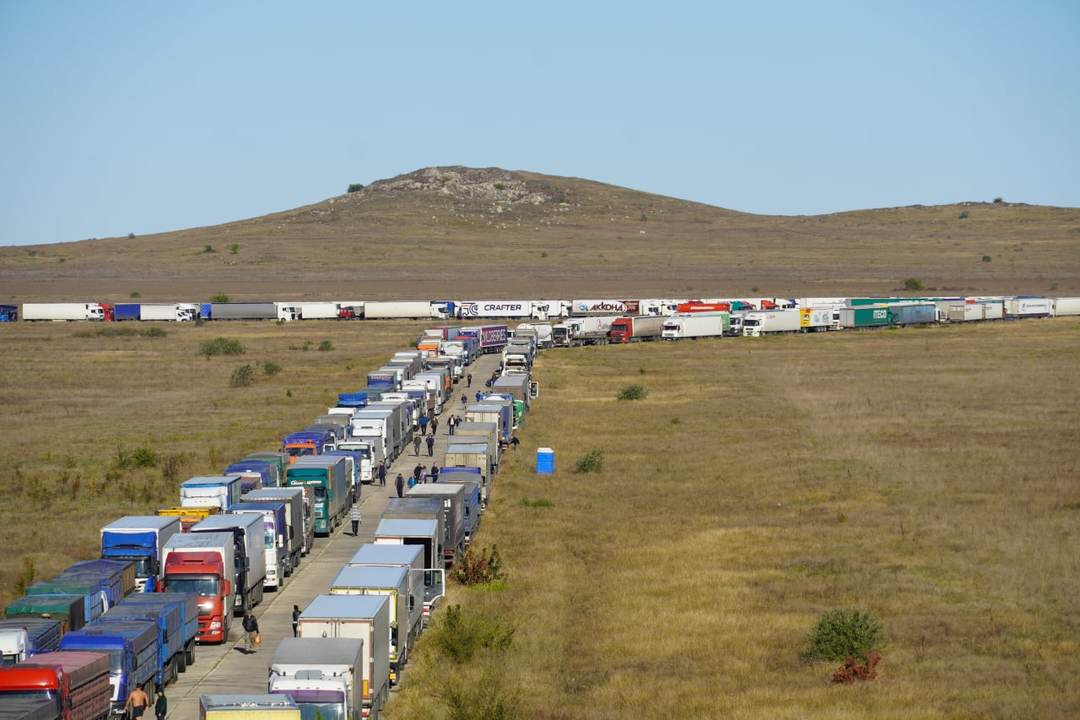
File de camions à la traversée du transbordeur à travers le détroit de Kertch le 12 octobre 2022, après la destruction partielle du pont de Crimée

### 13 octobre
Mykolaïv, Kiev, Nikopol sont bombardées par des drones explosifs pendant la nuit.
Selon le ministère de la défense britannique, « Après avoir reculé d’environ 20 kilomètres au nord du secteur de Kherson début octobre, les forces russes tentent probablement de consolider une nouvelle ligne de front à l'ouest du village de Mylove »
Selon les forces prorusses, les forces russes seraient aux portes de Bakhmout.
En Crimée, depuis l'attaque sur le pont de Crimée, le temps d’attente pour traverser en transbordeur le détroit de Kertch s'elève « de l'ordre de trois à quatre jours ».
Une frappe ukrainienne dans l'oblast de Belgorod, en Russie, frontalier de l'Ukraine, fait exploser un dépôt de munitions.

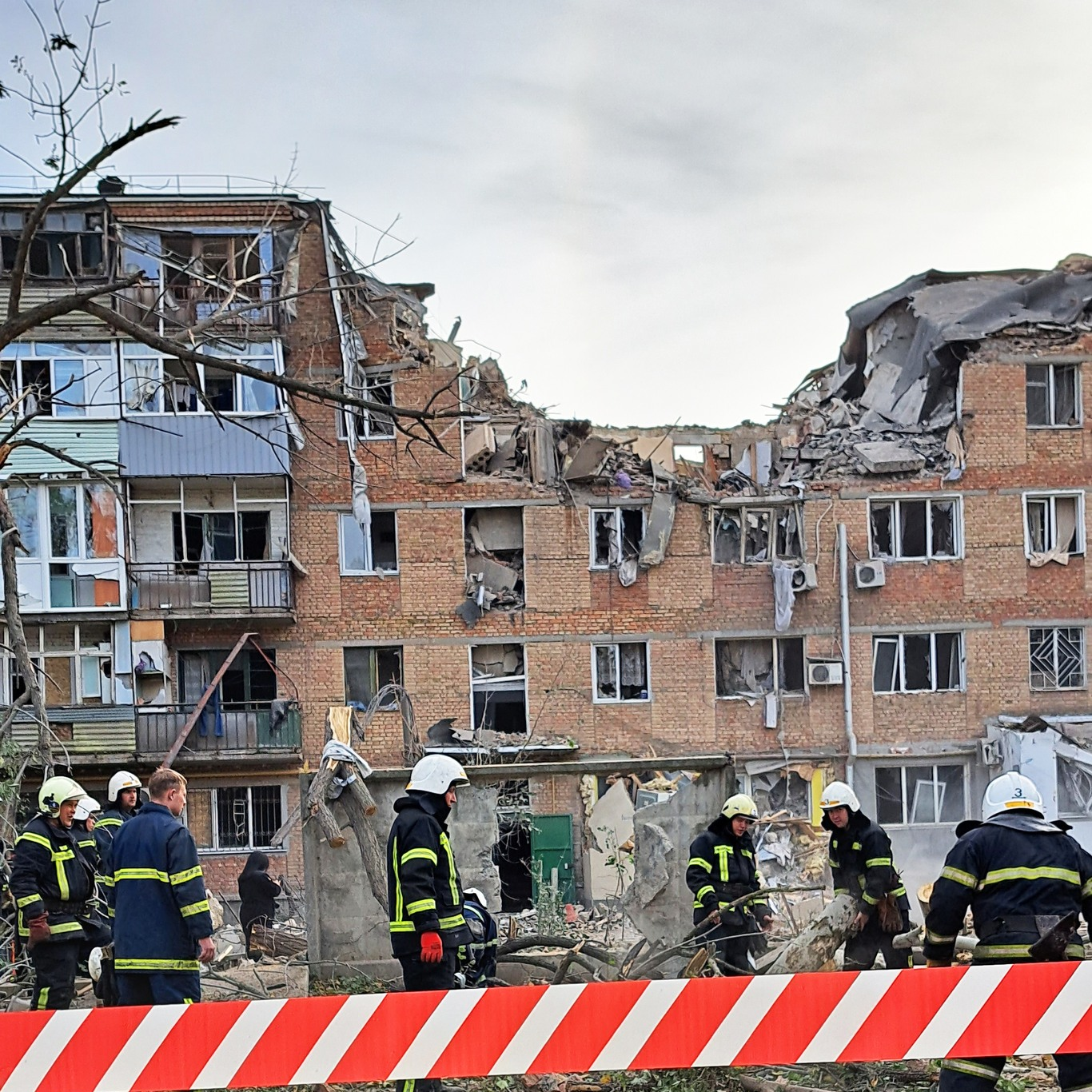
Mykolaiv après les bombardements russes du 13 octobre 2022

### 14 octobre
Dans la nuit, la région de Dnipropetrovsk est bombardée avec des drones explosifs, des roquettes Grads et de l'artillerie lourde.
Dans l'après-midi, les troupes russes lancent au moins quatre missiles sur Kharkiv.
La Biélorussie introduit un régime d'« opération antiterroriste » en raison de la « menace des pays voisins », et sur ordre d'Alexandre Loukachenko, ils mènent une mobilisation secrète.

### 15 octobre
Dans la nuit Zaporijjia est attaquée quatre fois par des drones Shahed-136.
Le ministère russe de la défense indique que « deux citoyens originaires d'ex-URSS » ont ouvert le feu avec des armes automatiques et tué onze personnes lors d’un exercice sur un terrain militaire russe dans la région de Belgorod, et que « ces deux terroristes ont été abattus lors d’un tir de riposte ». Dans la même région, un bombardement ukrainien a touché un dépôt de pétrole.

### 16 octobre
La Direction générale du renseignement du ministère de la Défense ukrainien promet une récompense de 100 000 $ pour la capture d'Igor Guirkine, dit Igor Strelkov, pour activités terroristes, tortures, meurtres et violations de la souveraineté de l’État et qui fait partie des personnes recherchées par la Cour pénale internationale dans l'affaire de la destruction du Boeing 777 civil du vol Malaysia Airlines 17 en 2014,.
Selon l'agence Tass Moscou prévoit d’envoyer environ 9 000 soldats en Biélorussie, et indique que des avions de guerre sont également envoyés ,.
De nouveaux bombardements ukrainiens ont touché la région russe de Belgorod.
Le think tank américain Institute for the Study of War, observe « des déportations massives et forcées d'Ukrainiens », et dénonce « une campagne délibérée de nettoyage ethnique ».
Malgré le pilonnage de Bakhmout depuis plusieurs semaines, les combats autour de la ville font rage, et les troupes ukrainiennes s'accrochent toujours.

### 17 octobre
Les combats font toujours rage dans les zones de Spirne (uk), Bakhmout, Artemivsk, Mayorsk (uk), Marïnka, Krasnohorivka, Pobjeda et Nevelskoye (uk) de la région de Donetsk.
Les Russes bombardent les zones résidentielles de Kiev avec 28 drones kamikazes Shahed 136 dont certains portaient l'inscription « For Belgorod ». L'armée de l'air ukrainienne déclare avoir intercepté 37 drones.
Le ministère de la défense russe confirme qu'un Soukhoï 34 russe chargé de munitions s'est écrasé à Ieïsk, sur les rives de la mer d'Azov, située à proximité de l'Ukraine, lors d’un vol d’entraînement près d'un aérodrome militaire.

### 18 octobre
Le ministre biélorusse de la Défense, indique qu'environ « 9 000 soldats russes doivent arriver en Biélorussie avec 170 chars environ, 200 autres véhicules blindés et jusqu'à 100 armes et mortiers de calibre supérieur à 100 mm et que l'ensemble sera envoyé sur quatre terrains d'entraînement dans l'est et dans le centre du Bélarus ».
Un tronçon d’au moins 50 mètres du gazoduc Nord Stream 1 est manquant à la suite du sabotage présumé en mer Baltique, selon des images sous-marines inédites révélées ce 18 octobre 2022.
« Moscou assure « ne pas avoir d'information » sur l'utilisation par son armée de drones de fabrication iranienne en Ukraine, Kyïv l'accusant de s'en servir pour frapper des infrastructures d’approvisionnement en électricité et en eau ».
Le chef du renseignement militaire de Kiev, Kyrylo Boudanov, a révélé mardi que l'Iran avait fourni à la Russie un premier lot de 1 750 drones Shahed, et que Moscou avait passé d’autres commandes. Depuis une dizaine de jours, plus de 100 drones autodestructeurs de fabrication iranienne ont percuté des centrales électriques, des stations d’épuration, des bâtiments résidentiels, des ponts et d’autres cibles dans les zones urbaines.
Un diplomate iranien a indiqué : « Les Russes ont demandé plus de drones et des missiles balistiques iraniens dotés d'une précision améliorée, notamment des missiles Fateh (en) et Zolfaghar (en) ».
Oleksi Tchernychov, ministre ukrainien du développement des communautés et des territoires, indique que quarante-cinq installations énergétiques, 180 bâtiments civils et plus de 400 infrastructures ont été touchés à travers l’Ukraine depuis le 10 octobre.
Plus de 1 100 localités sont toujours privées d'électricité en Ukraine après les frappes russes des dix derniers jours qui ont notamment visé des infrastructures critiques, a annoncé mardi le service ukrainien des situations d’urgence. Depuis le 7 octobre, jusqu'à 4 000 communes ont été touchées par des coupures de courant.
Le Parlement estonien qualifie la Russie de « régime terroriste ».
| Pertes au 18 octobre 2022 | Pertes au 18 octobre 2022                              | Pertes au 18 octobre 2022 |
| Russie et alliés (7 396)  | Équipements                                            | Ukraine et alliés (2 010) |
| ------------------------- | ------------------------------------------------------ | ------------------------- |
| 1 393                     | Chars                                                  | 317                       |
| 675                       | Véhicules blindés de combat                            | 168                       |
| 1 570                     | Véhicules de combat d'infanterie                       | 314                       |
| 240                       | Véhicules blindés de transport de troupes              | 167                       |
| 39                        | Véhicules blindés de haute protection contre les mines | 18                        |
| 157                       | Véhicules de transport de troupes                      | 195                       |
| 177                       | Postes de commandement et postes de communication      | 7                         |
| 231                       | Véhicules et équipements du génie                      | 30                        |
| 27                        | Systèmes de missiles antichars automoteurs             | 20                        |
| 23                        | Mortiers lourds                                        | -                         |
| 69                        | Véhicules et équipements de soutien d'artillerie       | 18                        |
| 116                       | Pièces d'artillerie remorquée                          | 62                        |
| 243                       | Artillerie automotrice                                 | 69                        |
| 142                       | Lance-roquettes multiples                              | 29                        |
| 15                        | Canons antiaériens                                     | 4                         |
| 20                        | Canons antiaériens automoteurs                         | 3                         |
| 78                        | Systèmes de missiles sol-air                           | 51                        |
| 16                        | Radars et équipements de communication                 | 27                        |
| 16                        | Moyens de brouillage radar                             | 1                         |
| 63                        | Aéronefs                                               | 53                        |
| 53                        | Hélicoptères                                           | 15                        |
| 138                       | Drones de combat                                       | 38                        |
| 4                         | Trains logistiques                                     | -                         |
| 1 882                     | Camions, autres véhicules dont tout-terrain            | 379                       |
| 11                        | Navires de guerre                                      | 20,                       |

### 19 octobre
Au cours de cette journée, les russes ont lancé 11 missiles et 28 frappes aériennes, et effectué plus de 65 attaques avec des MLRS.
Poutine impose la loi martiale dans les régions ukrainiennes occupées de Kherson, Occupation russe de l'oblast de Zaporijjia, Donetsk et Occupation russe de l'oblast de Louhansk.
Sergueï Khlan (uk), un responsable ukrainien de l'oblast de Kherson dénonce la « déportation » des civils vers la Russie, affirmant que « La Russie procède à des déportations, comme à l'époque soviétique, et qu'ils utilisent les évacuations de civils comme « prétexte » pour justifier « leur retrait de Kherson » ». Depuis mercredi, les habitants de la région sont évacués par les autorités d'occupation russes face à la poussée de l'armée ukrainienne.
Le groupe Wagner indique construire une ligne de défense dans la région de Louhansk.

### 20 octobre
Oleksi Hromov, un haut responsable de l'état-major de l'armée ukrainienne indique que « La rhétorique agressive des dirigeants militaires et politiques de la Russie et de la Biélorussie s'intensifie, une offensive pourrait être lancée à l'ouest de la frontière biélorusse pour couper les principales voies d’approvisionnement en armes et équipements militaires étrangers qui arrivent notamment via la Pologne. ».
Selon le ministère de la défense britannique, le déploiement de forces biélorusses et russes à la frontière ukrainienne est un leurre tactique, destiné à fixer des troupes ukrainiennes.
L’administration d’occupation russe dans l'oblast de Kherson, affirme que 15 000 personnes ont été évacuées de ce territoire annexé par Moscou et que les civils se trouvent désormais sur la rive gauche du fleuve Dnipro.
Vladimir Poutine a visité un terrain d'entraînement pour civils mobilisés dans la région de Riazan.
Le Président Volodymyr Zelensky, accuse les Russes d'avoir « miné » le barrage de la centrale hydroélectrique de Kakhovka, située dans la région occupée de Kherson et qu'« en cas de destruction du barrage, le canal de Crimée du Nord disparaîtra, et plus de 80 localités, dont Kherson, se retrouveront dans la zone d'inondation rapide ». L'Institut pour l'étude de la guerre avance que « les militaires russes pensent peut-être que la rupture du barrage pourrait couvrir leur retraite de la rive droite du Dnipro et empêcher ou retarder les avancées ukrainiennes sur le fleuve ».

### 21 octobre
L’Ukraine affirme avoir repris quatre-vingt-huit localités aux forces russes dans la région de Kherson. Le président ukrainien indique que la 60e brigade d'infanterie s'est illustrée au cours des combats et a annoncé la capture d'une trentaine de blindés, d'un millier de projectiles pour chars et de trois pièces d'artillerie.
Loukachenko, le président de la Biélorussie, alliée de Moscou indique « Aujourd’hui, nous n'avons l'intention d’aller nulle part. Il n'y a pas de guerre à ce stade. On n'en a pas besoin ».
L'Ukraine réclame une mission d'observation internationale au barrage de Kakhovka, accusant les Russes de l'avoir miné.
Les autorités d’occupation russes de Kherson ont démenti tout minage du barrage de Kakhovka.

### 22 octobre
Le Ministère de la Défense britannique indique que : « Les forces russes continuent de renforcer les points de passage sur le fleuve Dnipro et ont achevé un pont de barges le long du pont Antonovskiy ».

### 23 octobre
Le ministre russe de la Défense, Sergueï Choïgou, déclare lors d'entretiens téléphoniques avec ses homologues français, américain, anglais et turc ses « préoccupations liées à d'éventuelles provocations de la part de l'Ukraine » d'avoir « recours à une bombe sale ». Le ministre ukrainien des Affaires étrangères, Dmytro Kouleba, réagit à ses affirmations en disant que « les affabulations russes à propos de l'Ukraine qui se préparerait à utiliser une bombe sale sont aussi absurdes qu'elles sont dangereuses ».
Selon une enquête du New York Times, des milliers d'enfants ukrainiens sont déportés en Russie pour y être adoptés.
La Russie affirme avoir détruit un dépôt avec 100 000 tonnes de carburant pour l'aviation ukrainienne près de Smila, dans l'oblast de Tcherkassy.

### 24 octobre
Bellingcat publie une enquête menée avec The Insider et Der Spiegel. Un groupe d'ingénieurs et d'informaticiens révèlent qu'ils ont planifié et exécuté des frappes de missiles russes en Ukraine. Bellingcat accuse également la Russie de viser des cibles civiles.
À la demande du chef de la diplomatie ukrainienne, Dmytro Kouleba, le chef de l'Agence internationale de l'énergie atomique (AIEA) Rafael Grossi, indique que ses équipes iront visiter dans les prochains jours les sites incriminés par les forces russes. Il  déclare également : « il y a un mois, aucune activité nucléaire non déclarée n'y avait été trouvée ». Le Président Volodymyr Zelensky réfute les accusations émanant de Moscou dans son allocution quotidienne : « les diverses idioties sur l'Ukraine proférées par Moscou » Il ajoute : « l'Ukraine est en train de briser la soi-disant deuxième armée au monde, et désormais la Russie ne fera plus que supplier ».
Le porte-parole du Ministère des affaires étrangères américain Ned Price déclare : « qu'il y avait un schéma récurrent dans ce conflit (…) Les Russes ont accusé les Ukrainiens et d'autres pays de ce qu'ils planifiaient eux-mêmes. C'est ce qui nous inquiète ».

### 25 octobre
Jens Stoltenberg, Secrétaire général de l'Organisation du traité de l'Atlantique nord, déclare : « La Russie continue d’accuser à tort l'Ukraine de fabriquer une bombe sale. C'est absurde : pourquoi l'Ukraine utiliserait-elle une bombe sale sur ses territoires, qu'elle veut libérer ? La Russie doit comprendre que nous n'accepterons pas de faux prétextes pour une nouvelle escalade dans la guerre en Ukraine. Nous savons que les Russes accusent souvent les autres de ce qu’ils ont l'intention de faire eux-mêmes. Nous l'avons vu en Syrie, nous l'avons vu au début de cette guerre en Ukraine ».

### 26 octobre
Le ministère russe des Affaires étrangères met en ligne sur ex Twitter une photo affirmant que l'Ukraine prépare une "bombe sale". Le gouvernement slovène réfute l'affirmation et démontre que la photo utilisée par les autorités russes date de 2010 et qu'elle appartient à l’Agence slovène des déchets radioactifs (ARAO).
Selon Foreign Policy, la Russie recrute des membres de la brigade des commandos de l'Armée nationale afghane, des soldats formés par les Navy Seals et les forces armées britanniques.

### 27 octobre
Les députés russes approuvent « les amendements à la loi autorisant la mobilisation des anciens détenus qui ont été condamnés pour des crimes graves, lesquels pourront désormais être envoyés combattre en Ukraine. Il s’agit notamment des personnes qui sont sorties de prison il y a moins de huit ans (pour « crimes graves ») ou il y a moins de dix ans (pour les « crimes particulièrement graves ») ». Désormais, seuls les détenus qui ont été condamnés pour pédophilie, prise d'otage ou attentat, trafic de matériaux radioactifs, espionnage ou haute trahison ne peuvent pas être mobilisés.
Selon Mikhaïl Razvojaïev, gouverneur russe de Sébastopol (ru), la centrale thermique de Balaklava a été attaquée par un drone.

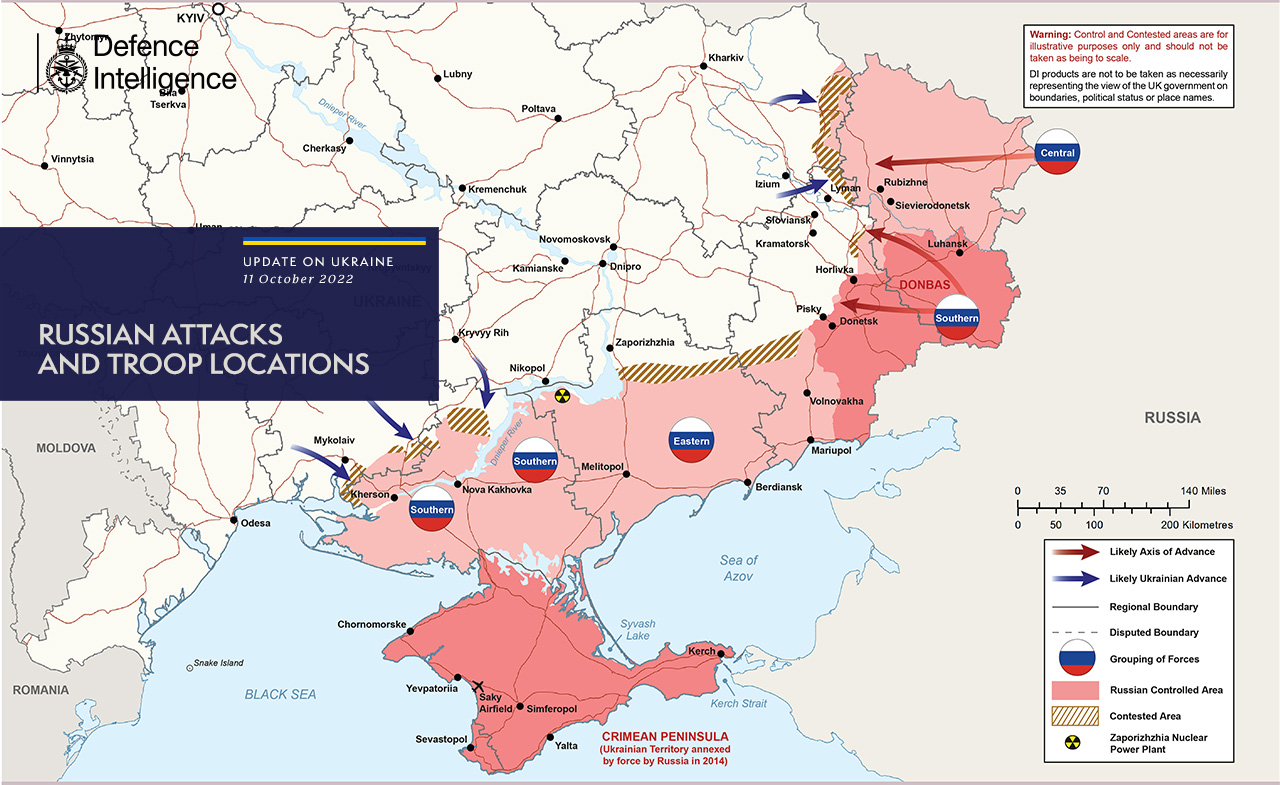
Situation au 27 octobre 2022

### 28 octobre
Sergueï Aksionov, dirigeant de la Crimée déclare « Le travail organisant le départ des habitants de la rive gauche du fleuve Dnipro vers des régions sûres en Russie est achevé ».
Sergueï Choïgou annonce que « la Russie a achevé la mobilisation de 300 000 réservistes en un peu plus d’un mois ».

### 29 octobre
Selon un communiqué du ministère russe de la Défense, la base navale de Sébastopol, en Crimée, a été attaquée par des drones aériens et des véhicules marins sans pilote (UMV). Les Russes affirment que les 9 drones aériens et 4 des 7 drones maritimes auraient été détruits avant de pouvoir causer des dommages,. Cette attaque que l’armée russe impute à l'Ukraine et à la Grande-Bretagne aurait endommagé le dragueur de mine Ivan Golubets (classe Natya). La frégate Admiral Makarov (classe Amiral Grigorovitch) aurait été touchée aussi. Toutefois selon le site obozrevatel.com « un navire de transport aurait été endommagé et à moitié coulé, un navire de débarquement de classe Serna ou un patrouilleur lance-missiles de classe Molnia aurait été coulé, le dragueur de mines Ivan Golubets aurait été endommagé, l'incendie à bord ne serait pas encore maîtrisé, un grand bâtiment de débarquement et quelques navires auxiliaires auraient également subi des dégâts, et un dépôt de carburant à moitié plein aurait été détruit tandis qu'un autre continuerait de brûler »,,.
En réaction, les autorités russes annoncent la suspension de leur participation à l'accord sur les exportations de céréales ukrainiennes.

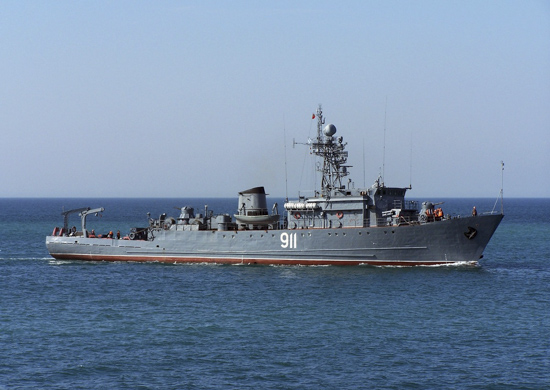
Le dragueur de mines de la flotte de la mer Noire Ivan Golubets
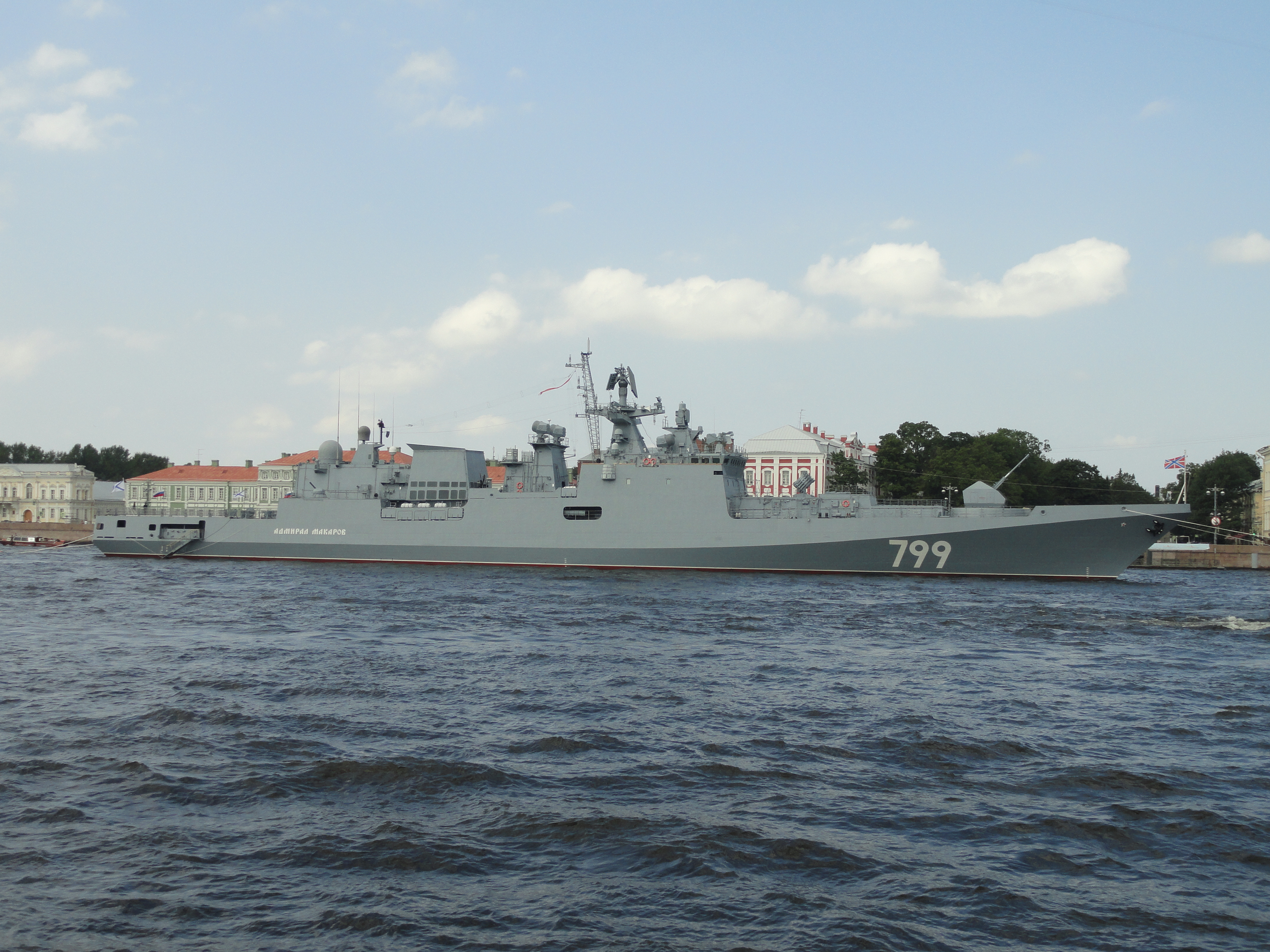
La frégate Admiral Makarov

### 30 octobre
Le ministère de la défense britannique rapporte que la société Wagner accepterait dans ses troupes « des condamnés russes souffrant de maladies graves, notamment le VIH et l'hépatite C ».
Les combats se poursuivent près de Kherson principalement par des combats d’artillerie dans le village de Kobzartsi (uk) et dans le Donbass où les forces ukrainiennes, tout en consolidant leurs positions, poursuivent des opérations de contre-offensive le long de la ligne Svatove-Kreminna. Les combats continuent dans la région de Bakhmout.

### 31 octobre
Attaque massive de missiles russes sur un certain nombre d'infrastructures à travers l'Ukraine dont des missiles S-300 sur Kharkiv. Valeri Zaloujny, commandant en chef des forces armées d'Ukraine indique que « les forces russes avaient lancé le lundi 31 octobre 55 missiles de croisière, un missile air-sol, 22 missiles antiaériens et 5 drones suicides contre des cibles civiles en Ukraine ».

### Novembre 2022
Pour les événements suivants, voir Chronologie de l'invasion de l'Ukraine par la Russie (novembre 2022).